# Wilcox Head
Wilcox Head är en udde i Grönland (Kungariket Danmark).   Den ligger i kommunen Qaasuitsup, i den västra delen av Grönland, 1 200 km norr om huvudstaden Nuuk.
Terrängen inåt land är huvudsakligen kuperad, men åt nordost är den platt. Havet är nära Wilcox Head västerut.  Närmaste större samhälle är Kullorsuaq, 12,4 km nordost om Wilcox Head. 